# مالمیر (یزد)
مالمیر یا مال امیر، از جمله محلات شهر یزد است. این محله از شمال محله آبشور، از جنوب به محله قلعه کهنه، از شرق به محله‌های سرسنگ و یعقوبی، و از غرب به محله فهادان منتهی می‌شوند. یکی از برجسته‌ترین آثار تاریخی موجود در محله مالمیر مسجد مال امیر یا نومال امیر می‌باشد.

## ریشه نام
مالمیر یا مال امیر، نامی است لری بختیاری که در میان عامه استفاده می‌شود و درست آن مال امیر است. علت تسمیه محل به نام مال امیر آن است که مریم ترکان مادرسلطان قطب الدین از اتابکان لر یزد چون مریاباد (مریم آباد) را ساخت دروازه‌ای بر آن گشود که به دروازه مال امیر معروف شد و به مرور این نام به این محله رسید شد.

## پیشینه
از نوشته‌های منابع محلی یزد چنین بر می‌آید که محله مال امیر در اوایل قرن هفتم هجری احداث گردیده است.

## آثار تاریخی
از آثار تاریخی این محله می‌توان به موارد زیر اشاره کرد.
- مسجد نو مال امیر
- مسجد قدمگاه مال امیر
- مسجد میرزا
- عمارت مالمیر (بادگیر دوطبقه یزد)
- حمام مالمیر
- آب انبار حاج علی اکبر
- دبستان شیخ حسن کرباسی(محمد رضا شاه سابق)[۲]